# Hiwassee
Pour l’article homonyme, voir Hiwassee (Virginie).
La Hiwassee (anglais : Hiwassee River) est une rivière des États-Unis, affluent de la rivière Tennessee et qui fait partie du bassin du fleuve Mississippi, par l'Ohio.

## Parcours
La rivière prend sa source dans le comté de Towns au nord de la Géorgie. La rivière s'écoule ensuite vers le nord au sud-ouest de la Caroline du Nord avant de s'orienter vers l'ouest en direction de l'État du Tennessee pour se jeter dans la rivière Tennessee au niveau du comté de Meigs.
Trois barrages ont été construits sur la rivière dans les années 1940 : le barrage Chatuge, le barrage Hiwassee et le barrage Apalachia.

## Principaux affluents
- Nottely
- Ocoee